# Myrobliet
In het christendom is een myrobliet (Grieks: μυροβλύτης; Latijn: myroblyta) een heilige "wiens relieken mirre, olieachtige vloeistof, balsem of een andere substantie met genezende krachten afscheiden."

## Lijst van myroblieten
- Walburga[3]
- Menas van Alexandrië[3]
- Nicolaas van Myra[3]
- Johannes (apostel) (volgens Gregorius van Tours)[3]
- Andreas (apostel) (volgens Gregorius van Tours)[3]